# Gewoon sikkelsterretje
Gewoon sikkelsterretje (Dicranoweisia cirrata)  is een soort uit het geslacht sikkelsterretje (Dicranoweisia).

## Determinatie
Kenmerkend voor dit mos zijn de sikkelvormig gebogen blaadjes. De smalle ovale kapsels staan op rechte steeltjes. Op de onderste blaadjes zijn vaak gemmae te vinden.

## Ecologie
Gewoon sikkelsterretje komt voor op allerlei soorten bomen, zowel met zure als met neutrale schors. Op eiken en berken is het vaak het enige epifytische bladmos. Naast bomen kan het ook voorkomen op hardhout, hunebedden, zwerfstenen, rieten daken en op humusrijk zand en het laatste vooral in de kustduinen.

## Verspreiding
In Nederland komt het zeer algemeen voor.